# Wieland Brewery Building
Het Wieland Brewery Building is een monumentaal pand in Tonopah in de Amerikaanse staat Nevada.
Het gebouw werd in 1901 gebouwd en zou de brouwerij van het biermerk Wieland worden van William Easton. De bouw startte in augustus 1901. Het was een van de eerste permanente gebouwen in Tonopah. In december 1901 kocht Harry King het Wieland Brewery Building. Hij verkocht het vervolgens in de lente van 1902 aan W.J. Rice, maar in oktober 1902 kocht King het gebouw terug. Het Wieland Brewery Building werd destijds gebruikt als pakhuis.
In de lente van 1902 wilde King een derde verdieping aan het gebouw toevoegen, maar het kwam niet verder dan een aanpassing aan de voorgevel. Het Wieland Brewery Building kreeg daardoor zijn trapgevel. Ook werd het dak in 1902 vervangen. In 1917 werd het gebouw langer gemaakt: de lengte bedroeg eerst negen meter en na de verlenging ongeveer twintig meter. Ook werd de stenen schoorsteen weggehaald. Rond 1930 werd het Wieland Brewery Building uitgebreid met een één verdieping tellende uitbouw aan de linkerzijde om het gebouw geschikter te maken als woonhuis. Om de uitbreiding te realiseren werd een ingang aan die zijde verwijderd.
Op 20 mei 1982 werd het Wieland Brewery Building ingeschreven in het National Register of Historic Places, omdat het het oudste nog bestaande stenen gebouw in Tonopah was. Het gebouw was destijds in bezit van Scott Mizpah, Inc..
Het Wieland Brewery Building heeft een rechthoekig grondplan met een breedte van zes meter en een lengte van ongeveer twintig meter. Het gebouw telt twee verdiepingen en is gemaakt van steen. Het dak bestaat uit golfplaten. In de voorgevel bevinden zich een deur en bovenin twee ramen. Deze ramen beschikten eerder over luiken. Boven in de voorgevel bevindt zich een deels beschadigde trapgevel.